# A Joan Güell i Ferrer
A Joan Güell i Ferrer és un monument escultòric situat a la Gran Via de les Corts Catalanes prop de la cruïlla amb la Rambla de Catalunya de Barcelona. Creat el 1888, fou obra de l'arquitecte Joan Martorell i els escultors Rossend Nobas, Torquat Tasso, Eduard B. Alentorn, Maximí Sala i Francesc Pagès i Serratosa. Destruït el 1936, fou reconstruït per l'arquitecte Joaquim Vilaseca i Rivera i l'escultor Frederic Marès el 1945.

## Història i descripció

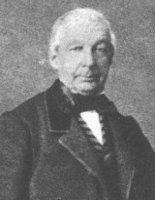
Joan Güell i Ferrer

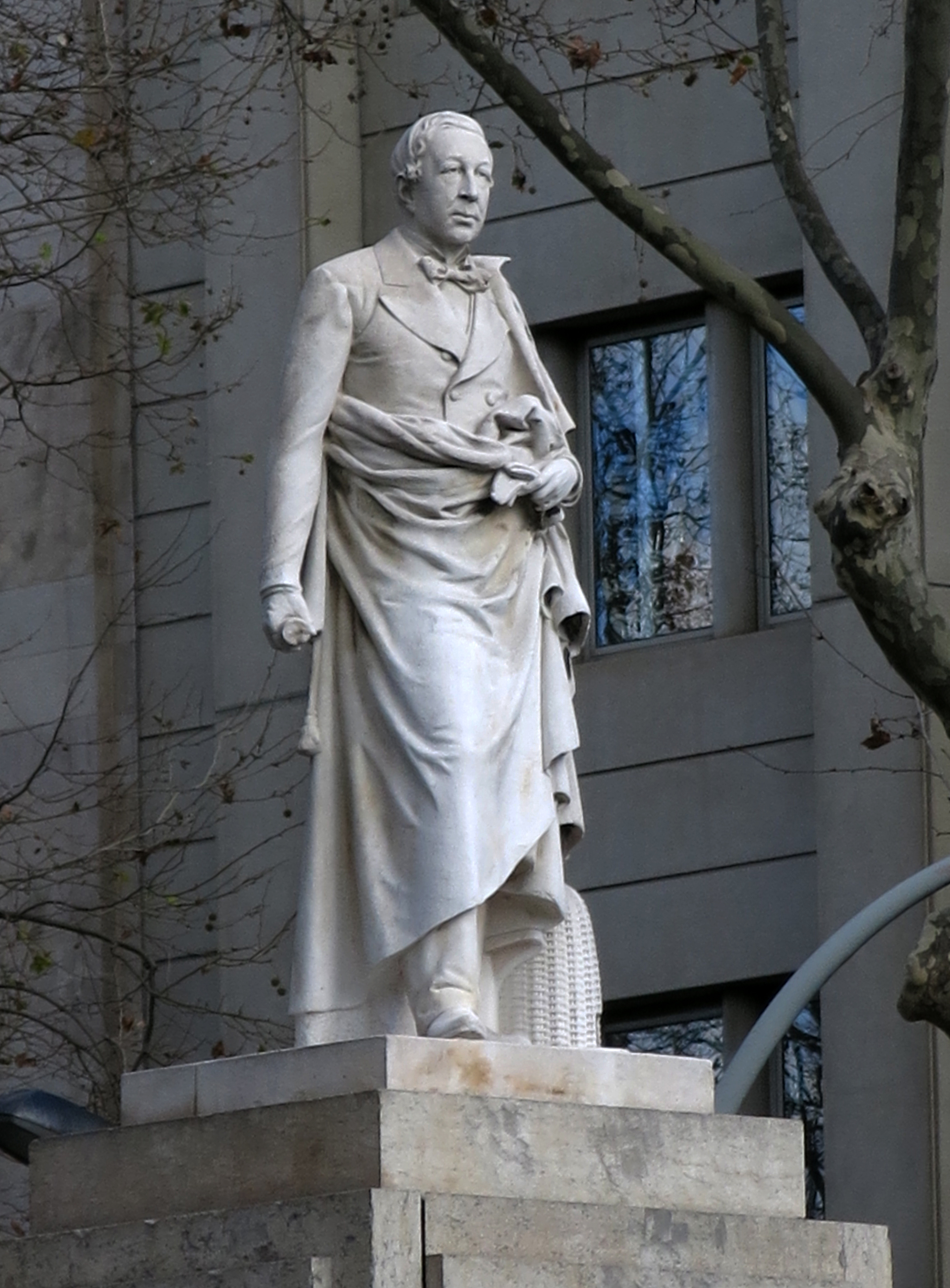
Escultura de Joan Güell, obra de Frederic Marès

Joan Güell i Ferrer (Torredembarra, 1800 - Barcelona, 1872) va ser un empresari tèxtil català, fundador del Vapor Vell de Sants. Com a banderer del proteccionisme, va fundar diverses associacions patronals, com la Junta de Fàbriques de Catalunya, l'Institut Industrial de Catalunya i el Foment de la Producció Nacional. També va exercir diversos càrrecs públics com a regidor, diputat i senador. Fou succeït en els negocis pel seu fill Eusebi Güell i Bacigalupi, mecenes d'Antoni Gaudí.
El 1878, sis anys després de la seva mort, el seu deixeble Josep Pi i Solanas va impulsar la iniciativa d'erigir un monument en el seu honor a la ciutat comtal. Amb el suport de Foment de la Producció Nacional, s'inicià una subscripció popular en la que van participar més de 20.000 persones i unes 50 entitats. Malgrat tot, el projecte es va anar endarrerint, i no s'inaugurà fins al 31 de maig de 1888, en el context de l'Exposició Universal. A l'acte van assistir l'alcalde Francesc de Paula Rius i Taulet, i el president del Consell de Ministres, Práxedes Mateo Sagasta.
L'emplaçament escollit fou la cruïlla entre la Gran Via de les Corts Catalanes i la Rambla de Catalunya, amb la figura de Güell mirant cap al mar. El projecte fou encarregat a l'arquitecte Joan Martorell, qui va dissenyar un ampulós pedestal compost per un basament octogonal sobre el que s'aixecava un podi quadrat amb columnes estriades adosades als seus quatre angles; a la part inferior es trobaven quatre figures al·legòriques esculpides en alt relleu: l'Agricultura, obra de Maximí Sala; l'Art, de Francesc Pagès i Serratosa; la Marina, d'Eduard Alentorn; i la Indústria, de Torquat Tasso. Coronava el monument la figura de l'homenatjat, obra de Rossend Nobas.
El 1936, amb l'esclat de la Guerra Civil, l'estàtua va ser enderrocada, i el pedestal va ser dedicat a les víctimes del 19 de juliol, tot i que poc després fou també destruït. Entre 1941 i 1945, el monument va ser reconstruït per l'arquitecte Joaquim Vilaseca i l'escultor Frederic Marès, qui va realitzar l'estàtua de l'empresari basant-se en fotografies de l'original, obtenint un resultat bastant semblant. En canvi, el pedestal va ser totalment remodelat, amb una base de forma prismàtica de 5 m d'alçada, amb un medalló a la seva part frontal amb l'escut de Barcelona sostingut per angelots, i als altres tres costats relleus al·legòrics del Comerç, la Indústria i la Navegació, en un estil proper a l'art déco. Per altra banda, el monument va ser traslladat uns metres més endins de la Gran Via, en direcció al Passeig de Gràcia, i al seu lloc es va situar la font dels Nens cavalcant peixos, una obra de Frederic Marès del 1928 situada anteriorment a la Plaça de Catalunya. La figura de Joan Güell va quedar llavors mirant cap a la Plaça d'Espanya, en lloc de cap al mar com fins aleshores.

Relleus
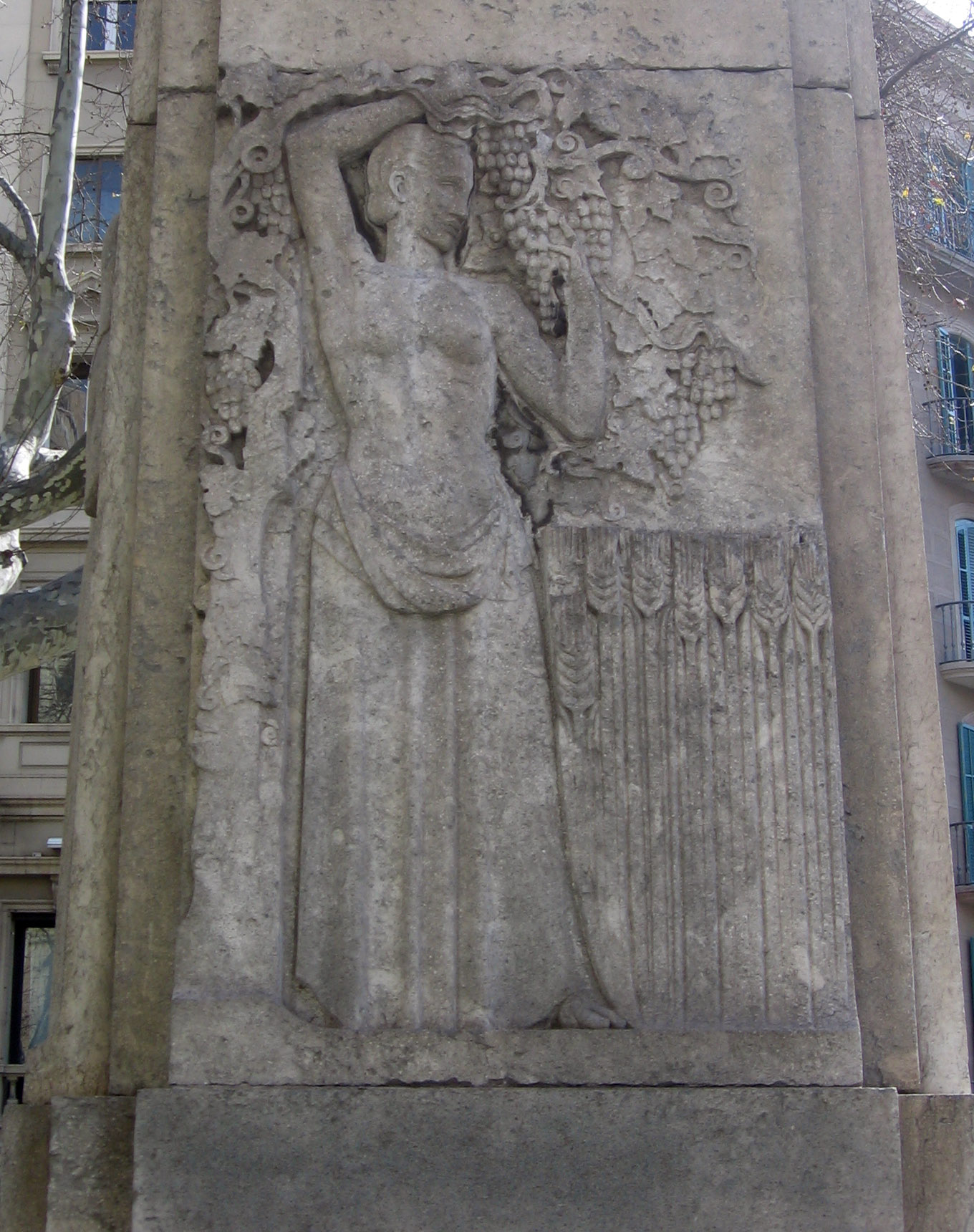
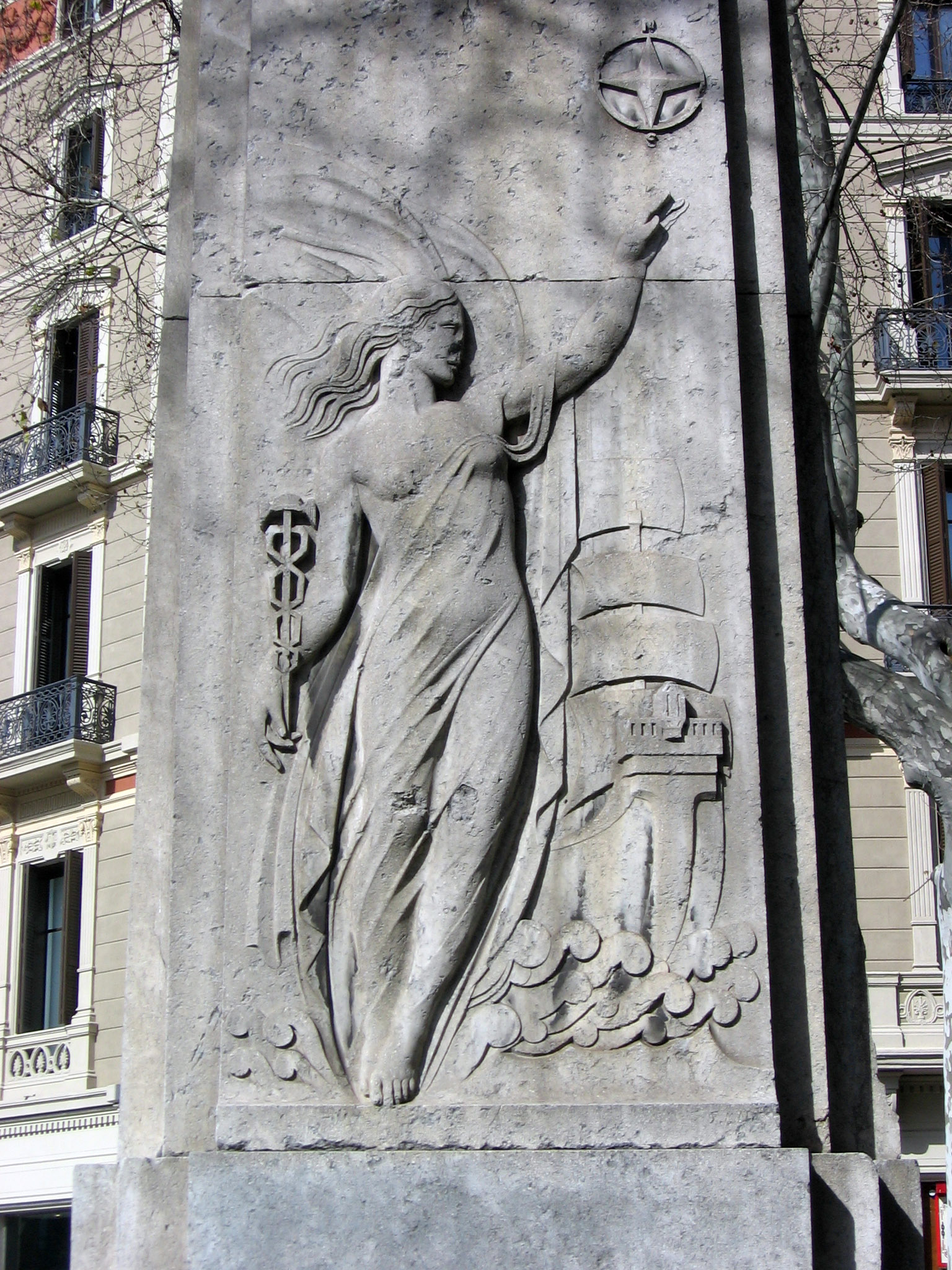
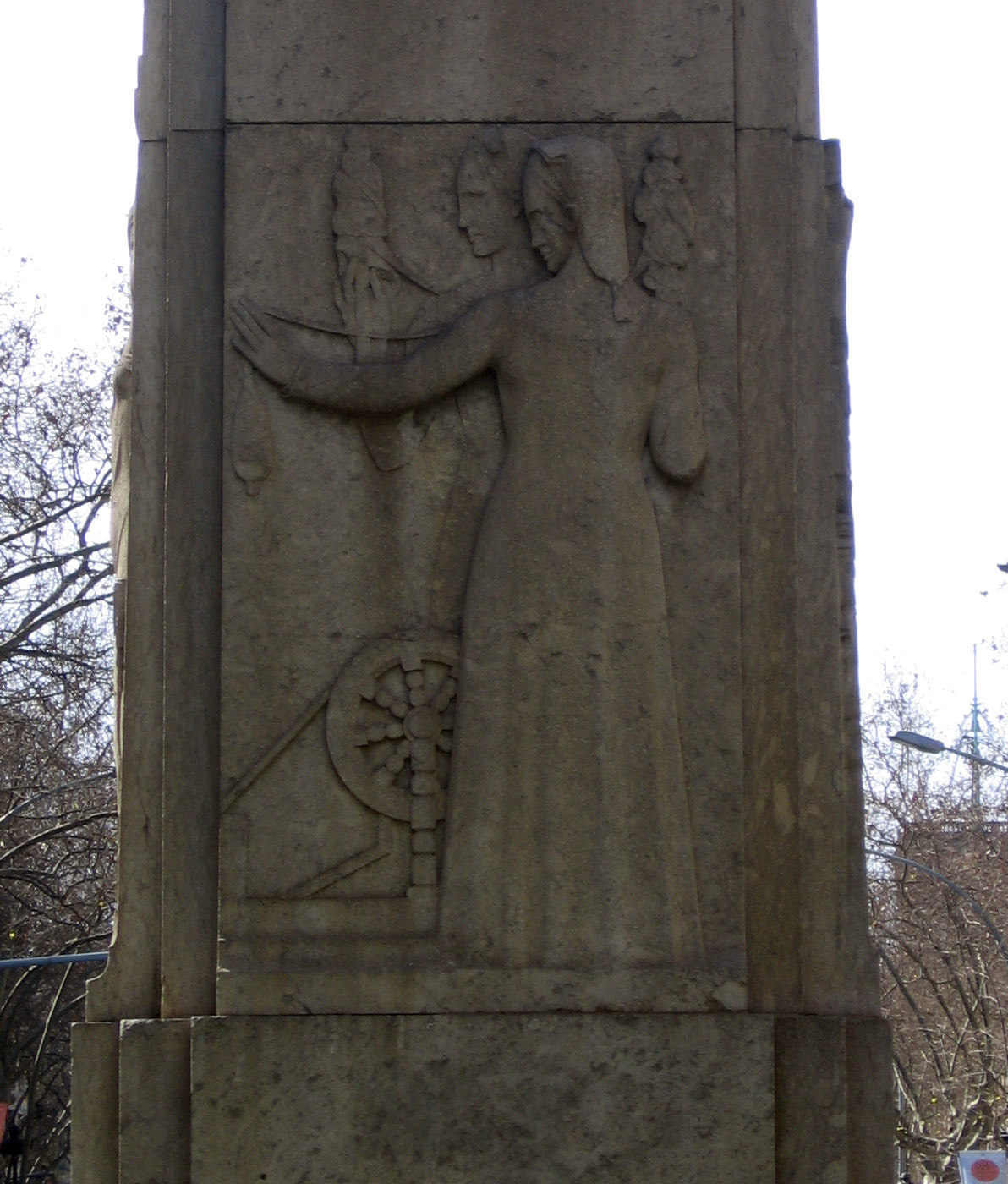